# クリストフ・ダウム
クリストフ・ダウム（Christoph Daum、1953年10月24日 - 2024年8月24日）は、ドイツ・ツヴィッカウ出身の元サッカー指導者。

## 選手略歴
プロ選手としてのプレー経験は無い。ハムボルン07(Hamborn 07)のジュニアユースチームでサッカーを始める。1972年にはアイントラハト・デュースブルク(Eintracht Duisburg)、そして1975年から当時ドイツ3部に所属していた1.FCケルン(1. FC Köln)のアマチュアチームでプレーをする。当時存在していたドイツ・アマチュア選手権(Deutsche Amateur Meisterschaft)に1981年優勝した。主にディフェンダーとしてプレーをしていた。

## 監督略歴
ドイツ国内での活躍の場を失い、トルコのベシクタシュJK監督に就任した。現在はサッカールーマニア代表監督。

### 1.FCケルン
1981年より同クラブのアマチュアチームの監督、1985－86年シーズンよりトップチームのコーチを務めた。1986年9月、32歳の若さでドイツ・ブンデスリーガ1部に属するトップチームの監督に就任した。就任当時国内リーグで降格圏の16位と低迷していた1.FCケルンを立て直し、監督初シーズンを10位で終える。翌シーズンはピエール・リトバルスキーやユルゲン・コーラー、ボド・イルクナー、トーマス・ヘスラーらを中心にチームを作り上げ、3位でシーズンを終える。
1988－89年シーズンからは2シーズン連続でドイツ・ブンデスリーガ1部準優勝を飾り、UEFAカップでは準決勝に進出した。1988年頃からFCバイエルン・ミュンヘンのウリ・ヘーネスGMやユップ・ハインケス監督とメディアを通してバトルするようになり、「FCバイエルン・ミュンヘンの対抗馬」として知られるようになる。

### VfBシュトゥットガルト
1990年11月にドイツ・ブンデスリーガ1部に属するVfBシュトゥットガルトの監督に就任。就任当時リーグ15位と低迷していたチームを6位に押し上げシーズン終了後にはUEFAカップ出場権を得た。1991－92年シーズンにはマティアス・ザマーやギド・ブッフバルトらを中心にまとめ上げたチームを作り上げ、ドイツ・ブンデスリーガ1部での優勝を果たした。翌シーズンにはドイツ・スーパーカップのタイトルを獲得。UEFAチャンピオンズリーグの本大会に出場するものの、リーズ・ユナイテッドAFC戦で交代ミスを犯し（当時は外国人枠は3人までであったが、4人目の外国人選手を試合途中から投入）、本大会から姿を消すこととなった。。翌シーズンはリーグ7位でシーズンを終えた。

### ベシクタシュJK
1994年1月にスュペル・リグの名門ベシクタシュJKの監督に就任。1994－95年シーズンにはトルコ・カップとトルコ・スーパーカップで優勝。翌シーズンにはスュペル・リグでの優勝を果たした。

### バイエル・レバークーゼン
1996年7月にドイツ・ブンデスリーガ1部に属するバイエル・レバークーゼンの監督に就任。前シーズンには最終節に残留を決めるなど低迷していたチームを立て直し、ドイツ・ブンデスリーガ1部準優勝を果たした。その後も3位、2位、2位と同クラブの黄金期を築き上げた。当時の主力にはイェンス・ノヴォトニー、ロベルト・コヴァチ、ニコ・コヴァチ、カルステン・ラメロウ、ウルフ・キルステン、ミヒャエル・バラック、ゼ・ロベルト 等がいた。
UEFA欧州選手権2000終了後、ドイツ代表監督就任に合意するものの、同年10月21日に行われた任意の頭髪検査でコカインが検出され、この契約は破棄され、バイエル・レバークーゼンの監督も辞任した。

### トルコ、オーストリアでの実績
スュペル・リグのベシクタシュJKやフェネルバフチェSK、オーストリア・ブンデスリーガの名門FKアウストリア・ウィーン等で監督を歴任。オーストリア・ブンデスリーガやオーストリア・カップ、トルコ・スーパーカップなどのタイトルを獲得し、スュペル・リグでは2連覇を果たした。

### 1.FCケルン
2006年11月に古巣の1.FCケルンの監督に復帰。ドイツ・ブンデスリーガ2部に降格していた同クラブを再び1部に導いた。

### 死去
2024年8月24日、ケルンで死去。70歳没。

## 監督経歴
- 1.FCケルン 1986-1990
- VfBシュトゥットガルト 1990-1994
- ベシクタシュJK 1994-1996
- バイエル・レバークーゼン 1996-2000
- ベシクタシュJK 2000-2002
- FKアウストリア・ウィーン 2002-2003
- フェネルバフチェSK 2003-2006
- 1.FCケルン 2006-2009
- フェネルバフチェSK 2009-2010
- アイントラハト・フランクフルト 2011
- クラブ・ブリュージュ 2011-2012
- ブルサスポル 2013-2014
- サッカールーマニア代表 2016-2017

## タイトル・順位
- 1986-1987 1.FCケルン、 ドイツ・ブンデスリーガ 1986年9月23日に監督就任 10位
- 1987-1988 1.FCケルン、 ドイツ・ブンデスリーガ 3位
- 1988-1989 1.FCケルン、 ドイツ・ブンデスリーガ 準優勝
- 1989-1990 1.FCケルン、 ドイツ・ブンデスリーガ 準優勝、 UEFAカップ準決勝進出
- 1990-1991 VfBシュトゥットガルト、 ドイツ・ブンデスリーガ 1990年11月20日に監督就任 6位
- 1991-1992 VfBシュトゥットガルト、 ドイツ・ブンデスリーガ 優勝、 ドイツ・スーパーカップ優勝
- 1992-1993 VfBシュトゥットガルト、 ドイツ・ブンデスリーガ 7位
- 1993-1994 VfBシュトゥットガルト、 ドイツ・ブンデスリーガ 13位 1993年12月10日に辞任
- 1994-1995 ベジクタシュ・イスタンブール、 トルコ・シュペルリガ 3位、 トルコ・カップ優勝、トルコ・スーパーカップ優勝
- 1995-1996 ベジクタシュ・イスタンブール、 トルコ・シュペルリガ 優勝
- 1996-1997 バイヤー・レヴァークーゼン、 ドイツ・ブンデスリーガ 準優勝
- 1997-1998 バイヤー・レヴァークーゼン、 ドイツ・ブンデスリーガ 3位、 UEFAチャンピオンズリーグ準々決勝進出
- 1998-1999 バイヤー・レヴァークーゼン、 ドイツ・ブンデスリーガ 準優勝
- 1999-2000 バイヤー・レヴァークーゼン、 ドイツ・ブンデスリーガ 準優勝
- 2000-2001 ベジクタシュ・イスタンブール、 トルコ・シュペルリガ 4位
- 2001-2002 ベジクタシュ・イスタンブール、 トルコ・シュペルリガ 3位
- 2002-2003 FKアウストリア・ウィーン、 オーストリア・ブンデスリーガ 優勝、 オーストリア・カップ優勝
- 2003-2004 フェネルバフチェ・イスタンブール、 トルコ・シュペルリガ 優勝
- 2004-2005 フェネルバフチェ・イスタンブール、 トルコ・シュペルリガ 優勝
- 2005-2006 フェネルバフチェ・イスタンブール、 トルコ・シュペルリガ 準優勝
- 2006-2007 1.FCケルン、　ドイツ2部　9位
- 2007-2008 1.FCケルン、　ドイツ2部　準優勝、ドイツ・ブンデスリーガへ昇格
- 2008-2009 1.FCケルン、　ドイツ・ブンデスリーガ　12位
- 2009-2010 フェネルバフチェ・イスタンブール、 トルコ・シュペルリガ 準優勝、トルコ・スーパーカップ優勝
- 2011 アイントラハト・フランクフルト、　ドイツ・ブンデスリーガ　17位、2部へ降格
- 2011-2012 クラブ・ブリュージュ、　ジュピラー・プロ・リーグ　準優勝

## エピソード
- 1990年代の後半から2000年までドイツサッカー指導者連盟の副会長を務めていた。
- ドイツ体育大学ケルンを卒業している。同大学在学中に日本のサッカージャーナリスト湯浅健二と出会っている[5][6]。